# 王思斌
王思斌（1949年—），男，河北泊头人，中国社会学家、社会工作学家、农村问题研究专家，现任北京大学社会学系教授、博士生导师。